# Riepina (obwód kurski)
Riepina (ros. Репина) – wieś (ros. деревня, trb. dieriewnia) w zachodniej Rosji, w sielsowiecie czernicynskim rejonu oktiabrskiego w obwodzie kurskim.

## Geografia
Miejscowość położona jest nad Sejmem (lewy dopływ Desny), 3,5 km od centrum administracyjnego sielsowietu (Czernicyno), przy zachodniej granicy centrum administracyjnego rejonu (Priamicyno), 15 km na południowy zachód od Kurska, 9,5 km od drogi magistralnej (federalnego znaczenia) M2 «Krym».
We wsi znajdują się ulice: Bazarnaja, Riepina, Tichaja i Wiszniowaja (183 posesje).
Klimat
Miejscowość, jak i cały rejon, znajduje się w strefie klimatu kontynentalnego z łagodnym ciepłym latem i równomiernie rozłożonymi opadami rocznymi (Dfb w klasyfikacji klimatów Köppena).

## Demografia
W 2010 r. wieś zamieszkiwało 469 osób.